# 奔馳在千里草原
奔馳在千里草原，二胡齊奏曲，由李秀琪、王國潼於1972年所作，樂曲描寫牧民在草原上奔馳的情景，是少數較著名的二胡齊奏曲之一。本曲設定為5把二胡以上作齊奏，以表現草原上萬馬奔騰的感覺。
本曲長約5分鐘，可分為3個樂段，第1樂段是歡快的主題，表現牧民在草原馳聘，由模仿馬頭琴的三度顫音為引子，以拋弓等技法描寫馬凳馳的感覺。第2段是慢板，用歌唱性旋律描寫牧民們的歌唱及對美好生活的期待。第3段是激烈的快板，展現豪邁熱烈的情緒。